# Watusi (film)
Pour les articles homonymes, voir Watusi (homonymie).
Pour plus de détails, voir Fiche technique et Distribution.
Watusi est un film américain réalisé par Kurt Neumann, sorti en 1959.

## Synopsis
Le film s'ouvre dans le protectorat britannique du Tanganyika en 1919, peu après la fin de la Première Guerre mondiale. Harry Quatermain (George Montgomery) est le fils d'Allan Quatermain qui s'est d'abord lancé à la recherche de la source de la richesse du roi Salomon et il est déterminé à réussir là où son père a échoué. Il se rend en Afrique avec son bon ami Rick Cobb (David Farrar) et alors qu'ils poursuivent leur voyage, Erica Neuler (Taina Elg) les rejoint. Elle est la fille d'un missionnaire qui a été tué par une tribu locale. Harry ne peut pas cacher son antagonisme envers Erica. Elle est allemande, et la mère et la sœur de Harry ont été tuées en mer par des Allemands pendant la Première Guerre mondiale lorsque leur navire a été attaqué par un sous-marin, après quoi Harry a dû identifier leurs corps, et il nourrit depuis des sentiments anti allemands. 

## Fiche technique
- Titre original : Watusi
- Réalisation : Kurt Neumann
- Scénario : James Clavell tiré du roman King Solomon's Mines de H. Rider Haggard
- Direction artistique : Malcolm Brown et William A. Horning
- Décorateur de plateau : Henry Grace et Otto Siegel
- Costumes : Harry Kress et Doris McCoig (non crédités)
- Maquillage : William Tuttle. Loren Cosand (non crédité)
- Photographie : Harold E. Wellman
- Montage : William B. Gulick
- Production :
  - Producteur : Al Zimbalist
  - Producteur associée : Donald Zimbalist
- Société(s) de production : Metro-Goldwyn-Mayer
- Société(s) de distribution : Metro-Goldwyn-Mayer (États-Unis)
- Pays d’origine :  États-Unis
- Année : 1959
- Langue originale : anglais
- Format : couleur (Technicolor) – 35 mm – mono (Westrex Recording System)
- Genre : film d'aventure
- Durée : 85 minutes
- Dates de sortie :
  -  Royaume-Uni : 16 avril 1959
  -  États-Unis : 1er juillet 1959 (New York)

## Distribution
- George Montgomery (VF : Michel le Royer)  : Harry Quartermain
- Taina Elg  (VF : Nelly Benedetti) : Erica Neuler
- David Farrar  (VF : Louis Arbessier) : Rick Cobb
- Rex Ingram : Umbopa
- Dan Seymour (VF : Raymond Rognoni)  : Mohamet
- Robert Goodwin : Jim-Jim
- Anthony M. Davis : Amtaga
- Paul Thompson : Gagool
- Harold Dyrenforth : Wilhelm von Kentner